# 8810 Johnmcfarland
8810 Johnmcfarland eller 1982 JM1 är en asteroid i huvudbältet som upptäcktes den 15 maj 1982 av de båda amerikanska astronomerna Eleanor F. Helin och E. M. Shoemaker vid Palomar-observatoriet. Den är uppkallad efter John McFarland.
Asteroiden har en diameter på ungefär 11 kilometer.